# Synelnykovský rajón
Synelnykovský rajón (ukrajinsky Синельниківський район) je rajón v Dněpropetrovské oblasti na Ukrajině. Hlavním městem je Synelnykove a rajón má přibližně 199 tisíc obyvatel. 

## Města v rajónu
- Peršotravensk
- Synelnykove